# Trio per a piano (Debussy)
El Trio en sol major per violí, violoncel i piano va ser escrit per Claude Debussy, a l'edat de 18 anys, entre setembre i octubre de 1880, a la residència de Nadezhda von Meck. La major part de partitura autògrafa es va perdre i, posteriorment, va ser trobada l'any 1982. La primera edició es va publicar el 1986, per l'editorial G. Henle Verlag.

## Context
D'acord amb les cartes de Madame von Meck a Txaikovski, el primer Trio en sol Major de Debussy es va finalitzar a Fiesole, Itàlia, a l'estiu de 1880. Aquest estiu, Debussy tenia 18 anys; Debussy era empleat de Madame von Meck com a mestre de piano dels seus fills i com el seu company en peces per a piano a quatre mans. Essent un treball feixuc per a un home jove, hom esperaria trobar els rastres significatius i evidents d'obres de grans compositors amb els quals el jove estaria íntimament familiaritzat. De fet, aquest és el cas: hi ha influències de César Franck i de Robert Schumann, els quals Debussy admirava especialment.

## Història de la partitura[2]
Hi ha una partitura autògrafa del primer moviment i una part autògrafa de violoncel de tot el Trio en les col·leccions de la Biblioteca Pierpont Morgan (Nova York) des de 1980. Les partitures autògrafes dels tres últims moviments van ser descobertes el 1982 entre els papers del llegat de Maurice Dumesnil (pianista i compositor francès, deixeble de Debussy) refets per l'Escola de Música de la Universitat de Michigan (Ann Arbor), en poder de la qual romanen. Els originals de Nova York estan escrits en el paper de la mateixa mida, molt més gran que la partitura d'Ann Arbor. Hi ha algunes discrepàncies considerables en el segon moviment entre la partitura d'Ann Arbor i la part cello de Nova York, cosa que suggereix que les fonts de Nova York són probablement d'una versió revisada del trio i que la partitura d'Ann Arbor possiblement representa el tres últims moviments en la seva versió inicial.
El text del final no està complet en la partitura d'Ann Arbor: (a) Falta la pàgina que conté els compassos 210-234; la part de violoncel d'aquests compassos s'ha conservat en la part de violoncel de Nova York. En la primera edició les parts de violí i piano del IV moviment han estat reconstruïdes. (b) Els últims quatre compassos del moviment haurien estat retirats de l'autògraf per Maurice Dumesnil i donats com a regal a James Francis Cooke, expresident de la Theodore Presser Co a Filadèlfia. No obstant això, Dumesnil va tenir sentit comú al copiar la partitura d'aquests compassos sobre la porció restant de l'últim full. La recerca de l'autògraf dels últims quatre compassos del final tenen, fins al moment, un resultat infructuós.

## La primera crítica[3]
La peça de Debussy és de joventut. Vostè pot divertir-se molt posant-la al tocadiscs i demanant als seus amics erudits que endevinin quin compositor és. Res en la música suggereix que sigui Debussy. És dolç, sentimental i ensucrat; ben prop del saló de bellesa. Té algunes de les característiques d'hivernacle de Massenet. Com a treball d'un dels compositors suprems i innovadors de la història musical, el Trio en sol major  té importància, ni que sigui per demostrar que el gran Debussy no va arribar a l'escena completament format. És una curiositat que voldran saber els amants de Debussy, ni que sigui per completar les seves col·leccions.

## El primer enregistrament
El primer enregistrament de la peça ha estat recentment fet, per Western Arts Trio (Brian Hanly, violí, David Tomatz, violoncel, i Weiner Rose, piano) en Laurel LR 127.

## Moviments[5]
1. Andantino con moto allegro
2. Scherzo: Moderato con allegro
3. Andante espressivo
4. Finale: Appassionato

La durada de l'obra és d'uns 20-25 minuts.